# Исидора Станишић
Исидора Станишић (Београд, 14. август 1975) је српска савремена плесачица, кореографкиња, плесни педагог и заговарачица развоја савременог плеса. Представља једну од централних фигура на сцени савременог плеса у Србији, са каријером обележеном доприносима кроз извођаштво, креацију и педагогију. Њен рад је уско повезан са Балетском школом „Лујо Давичо“, Битеф Денс Компанијом и Станицом – сервисом за савремени плес, чији је један од оснивача. Позната је као значајна уметничка креаторка, критички глас и активна заговорница која обликује дискурс о статусу и будућности савременог плеса у Србији.

## Формативне године и образовање
Рођена је 14. августа 1975. године у Београду. Формално уметничко образовање стекла је у Балетској школи „Лујо Давичо“ у Београду, где је проглашена за „ђака генерације“. Још током школовања, била је ангажована у представама класичног балетског репертоара у Народном позоришту у Београду.
Након завршетка балетске школе, одлучује да се посвети савременом плесном изразу. Добија неколико значајних стипендија за усавршавање у иностранству:
- Стипендија Националног кореографског центра у Монпељеу (Француска).
- Стипендија Impulstanz Vienna International Dance Festival у Бечу (Аустрија).
- Стипендија Гете Института за Global Dance у Диселдорфу (Немачка).

Учешће на бројним радионицама и боравак у водећим европским центрима за савремени плес проширили су њене уметничке видике и утицали на њен каснији иновативни приступ.
У једном периоду била је и студенткиња треће године Факултета за културу и медије (менаџмент у култури) на Мегатренд Универзитету. Ово интересовање за управљање у култури повезано је са њеним каснијим критикама институционалне подршке плесу и оснивањем Станице – сервиса за савремени плес.

## Каријера
Професионални идентитет Исидоре Станишић обухвата улоге извођачице, кореографкиње и педегошкиње.

### Извођачки рад
Учествовала је у бројним савременим плесним и драмским представама. Изводила је и сопствене соло радове попут „Evergreen Eve“ и учествовала у својим ансамбл представама као што је „Skenderbeg“. За свој извођачки рад награђена је на међународном такмичењу савременог плeca у Тревизу, Италија.

### Педагошки рад
Радила је као педагог у Балетској школи „Лујо Давичо“ на одсеку за савремену игру. Њени ученици су освајали награде на међународним такмичењима. Била је ауторка националне посланице поводом Светског дана игре 2020. године.

### Битеф Денс Компанија
Остварила је значајну сарадњу са Битеф Денс Компанијом, првом трупом савремене игре у Србији везаном за институцију културе. Поред креирања сопствених представа за компанију (нпр. „Paranoia Chic“, „Prostor za Revoluciju“, „Skenderbeg“), радила је и као репетиторка, на пример за представу „Птице“ Едварда Клуга. Касније је јавно указивала на финансијске потешкоће са којима се компанија суочавала у добијању средстава од Министарства културе, упркос њеном значају.

### Станица – сервис за савремени плес
Као одговор на недостатак системске подршке савременом плесу, Исидора Станишић постаје једна од оснивачица Станице – сервиса за савремени плес. Станица је постала важно чвориште независне плесне сцене, пружајући подршку продукцијама (нпр. „Evergreen Eve“, „Put u Damask“), организујући Конденз – фестивал савременог плеса и перформанса, обезбеђујући простор за рад (Магацин у Краљевића Марка - МКМ) и учествујући у међународним мрежама (Nomad Dance Academy, apap – Feminist Future).

## Кореографски рад
Исидора Станишић је стварала кореографије за различите контексте: од Народног позоришта у Београду и Битеф Театра, преко независних продукција уз подршку Станице и других простора (КПГТ, ДОБ, УК Вук Караџић), до рада у позориштима за децу и регионалним театрима (Народно позориште Ужице, Позориште лутака Ниш). Њене представе извођене су на фестивалима у земљи и иностранству (Будва Град-Театар, ИНФАНТ, БЕЛЕФ, Балканска Платформа, LOFT Лајпциг, Les Balkans Орлеан).

### Изабрана дела
| Година (прибл.) | Наслов                | Институција/Контекст                              | Напомене/Теме (из извора)                                        |
| --------------- | --------------------- | ------------------------------------------------- | ---------------------------------------------------------------- |
| 2002            | Лимени добош          | Народно позориште у Београду (сар. Зоран Христић) | По роману Гинтер Граса                                           |
| 2003            | Lift                  | Битеф театар                                      | [ 2 ]                                                            |
| 2006            | Samobrisanje          | Дом омладине Београда / БЕЛЕФ                     | [ 2 ]                                                            |
| 2008            | Put u Damask          | УК Вук Караџић / Станица                          | [ 2 ]                                                            |
| 2009            | Paranoia Chic         | Битеф Денс Компанија                              | Истражује страх, системе безбедности                             |
| 2011            | Karmen                | Битеф театар                                      | Адаптација Бизеове опере                                         |
| 2014            | Želeće mašine         | Битеф театар                                      | Ана Игњатовић-Загорац добила Награду „Смиљана Мандукић“ за улогу |
| 2015            | Ale i bauci           | Битеф театар                                      | Плесна представа за децу                                         |
| 2017            | Nušić Triptih         | Народно позориште у Београду                      | По делима Бранислава Нушића                                      |
| 2018            | Prostor za Revoluciju | Битеф Денс Компанија                              | Гротеска, енергична, преиспитује отпор, сцена-душек              |
| 2018            | Nothing can go wrong  | Независна / Станица / Конденз                     | Истражује страх, изолацију, контролу                             |
| 2020            | Evergreen Eve         | Удружење Горгоне / Станица / МКМ                  | Соло перформанс у шатору за биљке, вештачко очување, изолација   |
| 2022            | Goli                  | Битеф театар                                      | [ 19 ]                                                           |
| 2022            | Vetar                 | Позориште за децу Крагујевац                      | Добила Специјалну награду "Мали Јоаким" за сценски покрет        |
| 2024            | Skenderbeg            | ТО Будва / Битеф Денс Компанија                   | Истражује херојство, идеале, слободу; историјско vs. савремено   |
| 2024            | Аска и вук            | Позориште лутака Ниш                              | Адаптација Андрића, Вук као АИ, добро vs. зло                    |
| 2025            | Maga                  | Народно позориште Ужице                           | О Маги Магазиновић                                               |

### Стил и теме
Стил Исидоре Станишић описује се као „експлозиван, духовит и надасве комуникативан“, уз употребу „енергичне и ангажоване гротеске“ (нпр. у „Простору за Револуцију“). Користи иновативне сценске концепте попут великог душека као симбола друштвене апатије или шатора за биљке као симбола изолације.
Тематски, њен рад се бави друштвеном и политичком критиком („Простор за Револуцију“), истраживањем страха и контроле („Paranoia Chic“, „Nothing can go wrong“), преиспитивањем херојства и идеала („Skenderbeg“, „Aska i vuk“), као и мотивима изолације насупрот повезаности („Evergreen Eve“, „Nothing can go wrong“). Ове теме су у складу са њеним јавним залагањем за емпатију и заједништво. Њена уметност је дубоко укорењена у критичком посматрању савременог света и српског контекста.

## Награде и признања
Исидора Станишић је добитница значајних награда и признања:
- Награда Димитрије Парлић (2015): Најпрестижнија награда у области кореографије у Србији, за представу „Простор за Револуцију“.[1] Извор [5] наводи да је могуће и раније добила награду за извођачки допринос.[2]
- Специјална награда Удружења балетских уметника Србије (УБУС): За „иновативни приступ у области савременог плесног театра“.[3]
- Златна колајна: Освојена на 47. Фестивалу монодраме и пантомиме 2022. године.[4]
- Специјална награда „Мали Јоаким“: За сценски покрет у представи „Вeтaр“ Позоришта за децу Крагујевац (2022).[5]
- Награда Фестивала кореографских минијатура.[2]
- Међународна награда за извођачки рад у Тревизу, Италија.[2]

Била је чланица жирија за доделу Награде „Смиљана Мандукић“. Изабрана је да напише националну посланицу поводом Светског дана игре 2020.

## Заговарање за савремени плес
Станишић је гласна критичарка системских проблема савременог плеса у Србији. Указује на недостатак институционалне подршке, што доводи до одласка талентованих играча из земље. Критикује одсуство стално запослених ансамбала за савремену игру и адекватне инфраструктуре, попут националних кореографских центара. Стање описује као „континуирану стагнацију“ уз неконзистентну државну подршку, чак и за етаблиране групе попут Битеф Денс Компаније.
Сматра да систем тежи да угуши савремену игру због њене склоности ка критичком промишљању, слободи и нагласку на физичком контакту. Као минимално решење предлаже оснивање макар једне мале професионалне компаније. Њено суоснивање Станице представља практичан одговор и покушај изградње алтернативне инфраструктуре. Њено заговарање је утемељено у деценијама искуства и повезано са вредностима њене уметности, као што су емпатија и заједништво.

## Скорашњи рад (после 2020.)
Упркос изазовима, Исидора Станишић наставља са активним радом:
- Кореографија и сценски покрет за представу „Мага“ у Народном позоришту Ужице (2025).[8]
- Ауторство (концепт, текст, режија, кореографија) и извођење у представи „Skenderbeg“ (ТО Будва / Битеф Денс Компанија, 2024).[10]
- Режија и кореографија за „Аска и вук“ у Позоришту лутака Ниш (2024).[15]
- Премијера представе „Голи“ у Битеф Театру (2022).[19]
- Извођења ранијих представа на фестивалима („Простор за Револуцију“ у Свeтвинчeнaту 2021.[18], „Nothing can go wrong“ и „Evergreen Eve“ на Конденз фестивалу 2020.[9]).
- Наставак добијања признања (Златна колајна 2022.[4]) и медијског присуства.[8]

Ова континуирана активност потврђује њену отпорност, креативну виталност и трајни утицај као водеће кореографкиње, педегошкиње, суоснивачице Станице и истакнутог критичког гласа.